# Айше Кокієва
Айше Кокієва (крим. Ayşe Kökiyeva, нар. 8 листопада 1956) — кримськотатарська поетеса, членкиня Національної спілки письменників України з 1989 року та Спілки кримськотатарських письменників. Авторка поетичних збірок «Къысметим меним» (1988) і «Талийим меним» (2008) та кримськотатарської дитячої літератури. Її добірки поезій також увійшли до низки колективних збірників, що вийшли в Ташкенті, Києві та Москві.

## Біографія та кар'єра

### 1956—2007 роки
Народилася 8 листопада 1956 року на станції Кітаб у Кашкадар'їнській області, Узбекистан.
1978 року закінчила факультет кримськотатарської мови та літератури Ташкентського педагогічного інституту. Після завершення навчання працювала у газеті «Ленин байрагъы» (укр. Ленінське знамено), з 1979 до 1983 року була редакторкою у видавництві імені Гафура Гуляма в Ташкенті.
У 1983—1998 роках очолювала відділ поезії редакції журналу «Йылдыз» (укр. Зірочка). Паралельно, починаючи з 1995 року, працювала у Таврійському університеті в Сімферополі, а з 1998 року обіймала посаду старшої викладачки кафедри кримськотатарської літератури. Того ж 1998 року вийшов антологічний збірник кримськотатарської дитячої літератури «Kırım Tatar Bala Edebiyatının Hrestomatiyası», підготовлений Джафером Бекіровим, у якому представлені дитячі вірші 43 кримськотатарських поетів, зокрема й Айше Кокієвої.
Завдяки дослідженням Айше Кокієвої, Кемаля Конуратли, Різи Фазила та Хікмета Ертайлана було порушене питання щодо першоавторства Махмуда Киримли.

### 2008—2020 роки
2008 року стала першою переможницею премії імені Ешрефа Шем'ї-заде, що була організована меценатом Ебазером Еміраджиєвим і спрямована на розвиток кримськотатарської мови. Айше Кокієва, Закір Куртнезір і Сервер Бекіров стали номінантами премії 2010 року — перемогу здобула Кокієва за книгу «К'иримтатар ве четель едебіяти» (укр. Кримськотатарська та закордонна література), зважаючи на її вагомий внесок у розвиток кримськотатарської літератури.
У червні 2009 року була учасницею IX Міжнародної поетичної конференції, присвяченій кримськотатарській літературі та музиці, що відбулася в Сакар'ї, Туреччина.
Як співробітниця «Янъы дюнья», Айше Кокієва разом із Назіфе Абібуллаєвою проводила аналіз фольклорних елементів, використаних у цьому виданні. Зокрема, вони дослідили прислівні концепти та інші жанри кримськотатарського фольклору як засіб входження у смисловий простір національних цінностей.
2013 року Кокієва та інші члени Спілки кримськотатарських письменників виступили з промовами на тему «Qırım kedayları» (укр. Кримські бідняки) під час заходу, присвяченого Міжнародному дню рідної мови, який відбувся в національній бібліотеці імені І. Гаспринського у Сімферополі. Захід був зосереджений на темі ролі кримських бідняків у збереженні кримськотатарської мови. Того ж року стала лауреаткою літературного конкурсу, організованого кримськотатарським журналом «Йылдыз». Також 2013 року Айше Кокієву та деяких інших викладачів звільнили з Таврійського університету.
2020 року взяла участь у вечорі «Знайомтесь: гість», організованому бібліотекою ім. І. Гаспринського з нагоди 70-річчя журналістки та публіцистки Сеяре Меджитової.

### Після 2021
21 лютого 2022 року Айше Кокієва взяла участь у музейному уроці «Учитесь говорить на родном языке. Моя речь — моё отражение» (укр. Вчіться говорити рідною мовою. Моє мовлення — моє відображення), що відбувся у Кримськотатарському музеї мистецтв у межах оголошеного в Росії «Року народного мистецтва і нематеріальної культурної спадщини». Вона виступила з онлайн-лекцією про жанрове розмаїття кримськотатарського фольклору, приділивши особливу увагу традиціям усної народної творчості. 28 лютого Кокієва провела відеоогляд творчості Шаміля Алядіна на заході, присвяченому 110-річчю від дня народження письменника, де розкрила мовне багатство його поетичного твору «Бу сурьатлы, бу муреккеп аят…» («Це швидкоплинне, це складне життя…»). 30 червня того ж року взяла участь у презентації видавничої продукції Медіацентру імені І. Гаспринського, що відбулася в однойменній бібліотеці, де представила власну авторську книгу «Гонъюль ильхамы ве эмиринен» (укр. За натхненням і велінням душі), до якої увійшли науково-публіцистичні та морально-етичні статті.
6 грудня 2023 року Айше Кокієва була учасницею літературного вечора «Дюнья кездим — нелер-нелер корьдим» («Я об'їздив світ — чого тільки не побачив»), присвяченому 90-річчю від дня народження письменника, літературознавця, журналіста й громадського діяча Закіра Куртнезіра. Кокієва виступила як молодша наукова співробітниця Науково-дослідного інституту кримськотатарської філології, історії та культури етносів Криму Кримського інженерно-педагогічного університету імені Февзі Якубова.

## Літературний доробок
Вибрані публікації:
- 2005 — Кокиева А. Къырымтатар эдебияты. 8 сыныф / Кримськотатарська література. 8 клас / А. Кокиева [та ін.]. — Симф. : Къырымдевокъувпеднешир, 2005. — 264 с. —Бібліогр.: с. 260—261.
- 2005 — Кокиева А. Къырымтатар эдебиятынынъ тарихы. 9 сыныф ичюн / Історія кримськотатарської літератури. Для 9 класу / А. Кокиева. — Симф. : Къырымдевокъувпеднешир. — Ч. 1. — 240 с.
- 2009 — Кокиева А. Къырымтатар ве четэль эдебияты. 9 сыныф / А. Кокиева. — Симф. : Къырымдевокъувпеднешир, 2009. — 319 с.
- 2010 — Кокиева А. Къырымтатар ве четэль эдебияты. 10 сыныф: дерслик / А. Кокиева. — Симф. : Къырымдевокъувпеднешир, 2010. — 359 с. — Текст кримськотатарською. — Назва на звороті тит. арк.: Література (інтегрований курс, кримськотатарська та зарубіжна): підруч. для учнів 10 кл. загальноосвіт. навч. закл.
- 2013 — Kökiyeva, Ayşe. Qırımtatar folklorında sayılarnen turgunlaşqan qullanılğan kelimeler ve cümlelerniñ (magik sayılar) bediiy vazifeleri ve manalarına dair (укр. Про художні функції та значення сталих слів і речень із числами (магічними) у кримськотатарському фольклорі).
- 2013 — Kökiyeva, Ayşe. Qırımtatar masallarında qadın-qızlar simasınıñ aydınlatıluvı (укр. Висвітлення образів жінок і дівчат у кримськотатарських казках).
- 2013 — Кокиева А. Къырымтатар фольклорында къулланылгьан ракъамларнынь сырлары («Еди» ракъамынынь бедиий вазифелери) (укр. Таємниці чисел, використаних у кримськотатарському фольклорі. Художні функції числа «один»).

- 2021 — Кокиева А. Проблемы перевода классических текстов: практика сохранения поэтической формы (укр. Проблеми перекладу класичних текстів: практика збереження поетичної форми). // Молодой учёный. — № 7 (349). — С. 215—218.
- 2024 — Кокиева А. Моя волшебная страна: [сборник стихов, поучительных рассказов, сказок,пальчиковых игр, считалок для детей дошкольного возраста и учащихся начальных классов] / Айше Кокиева. — Симферополь: ГАУ РК «Медиацентр им. И. Гаспринского», 2024. — 120 с.